# Спольнік Олександр Іванович
Спольнік Олександр Іванович (нар. 3 вересня 1946 — пом.13 березня 2021) - доктор фізико-математичних наук, професор, завідувач кафедри фізики і теоретичної механіки Харківського національного технічного університету сільського господарства імені Петра Василенка. 

## Біографія
Олександр Іванович народився 3 вересня 1946 року в м. Харків.
З 1953 по 1964 роки навчався в 116 середній школі Харкова.
У 1964 році вступив до Харківського державного університету імені М. Горького (нині Харківський національний університет ім. В. Н. Каразіна) на фізико-математичний факультет.
У 1970 році закінчив фізико-математичний факультет Харківського державного університету імені М. Горького отримавши кваліфікацію інженера-фізика.
З 1970 по 1979 роки працював співробітником лабораторії фізики кристалів в науковому центрі України - ХФТІ АН УРСР (инні Національний науковий центр «Харківський фізико-технічний інститут».
У 1978 році захистив кандидатську дисертацію «Исследование влияния дефектов кристаллической решетки на ширину линии ферромагнитного резонаннса в металлах» в Харківському державному університеті імені М. Горького.
На початку 1980 року перейшов на кафедру фізики Харківського інституту механотроніки та електрифікації сільського господарства на посаду асистента.
У 1984 році Олександр Іванович отримав звання доцента кафедри фізики.
У 1989 році працював завідувачем кафедри фізики Харківського інститут механотроніки та електрифікації сільського господарства.
У 1996 році захистив докторську дисертацію за темою «Рассеяние магнонов и ширина линии ферро-магнитного резонанса в твердых телах с дефектами» отримавши науковий ступінь доктора фізико-математичних наук.
У 2003 році отримав вчене звання професора.
Олександр Іванович входив до складу спеціалізованої вченої ради Харківського національного технічного університету сільського господарства імені Петра Василенка Д64.823.04. Був членом редакційної колегії наукового видання «Вісник Харківського національного технічного університету сільського господарства імені Петра Василенка» -«Сучасні напрямки технології та механіхації процесів переробних і харчових виробництв»
13 березня 2021 року на 75 році пішов із життя.

## Праці
Олександр Іванович є автором понад 40 друкованих навчально-методичних праць, 11 підручників і навчальних посібників, й понад 300 статей.

## Відзнаки та нагороди
- Почесна грамота Міністерства освіти України (1995)
- Почесна грамота Міністерства аграрної політики України (1995)
- Знак «Відмінник аграрної освіти та науки» ІІІ ступеня (1995)
- Дипломант конкурсу «Вища школа Харківщини - кращі імена» в номінації «Кращий викладач фундаментальних дисциплін» (1999-2001)
- Грамота Департамента науки і освіти ХОДА (2018)
- Почесна грамота з нагоди 90-річчя заснування Харківського національного технічного університету сільського господарства імені Петра Василенка (2020)